# Spirits
Spirits é uma telenovela filipina produzida e exibida pela ABS-CBN, cuja transmissão ocorreu em 2004.

## Elenco
- Rayver Cruz - Red
- Maja Salvador - Gaby